# Pittosporum tobira
Pittosporum tobira é uma espécie de planta com flor pertencente à família Pittosporaceae. 
A autoridade científica da espécie é (Thunb.) W.T.Aiton, tendo sido publicada em Hortus Kewensis; or, a Catalogue of the Plants Cultivated in the Royal Botanic Garden at Kew. London (2nd ed.) 2: 27. 1811.

## Portugal
Trata-se de uma espécie presente no território português, nomeadamente em Portugal Continental e no Arquipélago dos Açores.
Em termos de naturalidade é introduzida nas duas regiões atrás indicadas.

## Protecção
Não se encontra protegida por legislação portuguesa ou da Comunidade Europeia.